# Aurelia Duczymińska
Aurelia Stanisława z Pisarzewskich Duczymińska (ur. 13 września 1847 w Bełchatowie, zm. po 1931) – polska ziemianka, działaczka społeczna i oświatowa.

## Życiorys
Była córką Piotra Pawła Pisarzewskiego i Stanisławy z Kiedrowskich herbu Lew. Miała pięciu braci i trzy siostry. Ojciec był magistrem farmacji i nauczycielem w gimnazjum. Jest pochowany na warszawskich Powązkach (kwatera 60, rząd 3, miejsce 8).
W dniu 1 lutego 1887 w Dzierzgowie wyszła za mąż za Ludwika Rajmunda Karola Duczymińskiego herbu Rogala z Duczymina (1831–1918), dziedzica Szumska i Krerów, wójta gminy Dzierzgowo. Była jego drugą żoną. Małżeństwo było bezdzietne. W 1892 dobra Duczymińskich obejmowały 1929 mórg ziemi i 18 budynków, w tym 8 murowanych. W czasie I wojny światowej, w 1915, prawie całkowicie został zniszczony folwark w Szumsku, dworek był częściowo uszkodzony. W 1930 majątek liczył 885 ha.
W majątku Duczymińskich w Szumsku zorganizowano jeden ze składów nielegalnych wydawnictw, które przemycano przez granicę z Prusami Wschodnimi przed rewolucją 1905.
Na początku XX w. Aurelia Duczymińska zorganizowała tajną polską szkołę w Szumsku. Kiedy w 1906 powstało koło powiatowe Polskiej Macierzy Szkolnej w Przasnyszu, została jego przewodniczącą. Pełniła też funkcję przewodniczącej koła w Dzierzgowie. Dzięki staraniom Polskiej Macierzy Szkolnej istniejące wcześniej tajne placówki mogły działać legalnie. W 1907 organizacja została zdelegalizowana. Jednakże Duczymińska nie przerwała działalności oświatowej, m.in. wygłaszała pogadanki, wspierała działalność Domu Ludowego zbudowanego w 1908 w Duczyminie.
W 1916 była organizatorką i opiekunką przytułku założonego w Szumsku z ramienia Powiatowej Rady Opiekuńczej w Przasnyszu. W tym samym roku weszła w skład zarządu Specjalnego Wydziału Ochron przy Powiatowej Radzie Opiekuńczej w Przasnyszu. Kiedy w tym roku reaktywowano Polską Macierz Szkolną w Przasnyszu, Duczymińska została przewodniczącą zarządu okręgowego. Podejmowała inicjatywy patriotyczne.
W 1913 została członkiem komitetu wystawy inwentarza w Przasnyszu. W 1916 należała do komisji organizującej ogólnokrajową kwestę „Ratujcie Dzieci” w gminie Dzierzgowo z ramienia Rady Głównej Opiekuńczej. Była turystką tatrzańską, należącą do grupy pionierów wycieczek zimowych.
Zmarła po 1931. Jeszcze w tym roku procesowała się w Warszawie o majątek.